# Primavera (kommun i Brasilien, Pará)
Primavera är en kommun i Brasilien.   Den ligger i delstaten Pará, i den nordöstra delen av landet, 1 700 km norr om huvudstaden Brasília. Antalet invånare är 10 268. Arean är 258 kvadratkilometer.
Terrängen i Primavera är platt.
I omgivningarna runt Primavera växer i huvudsak städsegrön lövskog. Runt Primavera är det ganska glesbefolkat, med 38 invånare per kvadratkilometer.